# Jackson (Johnny Cash e June Carter)
Jackson è una canzone scritta da Jerry Leiber e Billy Edd Wheeler, conosciuta soprattutto grazie alla versione di Johnny Cash e June Carter.
Il brano racconta di una coppia sposata la cui relazione non ha più il "fuoco" originario, e narra il loro desiderio di recarsi in una città di nome Jackson (probabilmente Jackson nel Mississippi o Jackson nel Tennessee), ma per motivi diversi: lui crede che a Jackson incontrerà molte donne che vorranno imparare da lui quello che non sanno, mentre lei è convinta che potrà osservare di nascosto le donne mentre rideranno di lui portandolo in giro per la città come un cane rimproverato con la coda fra le gambe.

## Il brano
La canzone appare sull'album Sunny Side! dei Kingston Trio, pubblicato nel 1963, ma in essa il dialogo, a differenza di tutte le altre versioni, è tra padre e figlio.
La più celebre è senza dubbio quella di Johnny Cash e June Carter, che vinse anche un Grammy Award nel 1968. La canzone viene eseguita da Joaquin Phoenix e Reese Witherspoon nel film Quando l'amore brucia l'anima del 2005, dove interpretano Cash e Carter.
Pure Nancy Sinatra e Lee Hazlewood registrarono una versione della canzone che raggiunse il 14º posto nella classifica statunitense del 1967.
Altre versioni furono realizzate da Jenny Morris (1983), dal gruppo britannico Brakes, nell'album Give Blood, da Cledus T. Judd (1996, nell'album I Stoled this Record, dai Pansy Division (1995), da Laxå (in svedese), dai Toten Hosen, da Violetta (2012) e dalla band svizzera The Hillbilly Moon Explosion nell'album With Monsters and Gods (2016)
Nel 2012 è stata inclusa nel CD/DVD MTV Unplugged della band inglese Florence + The Machine cantata da Florence Welch e Josh Homme.